# ファルコン (マーベル・コミック)
ファルコン（Falcon）/キャプテン・アメリカ（Captain America）またはサミュエル・ウィルソン（Samuel Wilson）は、マーベルコミックスより出版されるコミック作品に登場する架空のキャラクター、スーパーヒーローである。ライター兼エディターのスタン・リーとアーティストのジーン・コーランにより創造され、『キャプテン・アメリカ』第117号（1969年6月）で初登場した。メインストリームのコミックに登場するアフリカ系アメリカ人のスーパーヒーローとしては古参である。

## 出版上の歴史
ファルコンはメインストリームのコミックに登場したアフリカ系アメリカ人のスーパーヒーローとしては初期のキャラクターであり、初登場は『キャプテン・アメリカ』第117号（1969年）であった。作者はライター兼エディターのスタン・リーとアーティストのジーン・コーランである。
初登場時はニューヨークハーレムの元住人で、レッドウィングという名の訓練されたハヤブサを連れていた無名の人物であった（本名のサム・ウィルソンは翌号の5ページ目で明かされる）。この時はレッドスカルによって支配されていた熱帯の島の住人たちを助けており、キャプテン・アメリカと出会って衣裳を着て共に戦うようになった。
1970年代はファルコンとキャプテン・アメリカはニューヨークでチームを組んでおり、『キャプテン・アメリカ』誌のカバータイトルも第134-192号及び194-22号（1971年2月 - 1978年）までは『Captain America and the Falcon』であった。同誌第186号ではスティーヴ・エングルハートにより、実は犯罪者であったがレッドスカルがコズミック・キューブを使ってその記憶を改竄していたという設定が明かされた。
ファルコンは『ディフェンダーズ』第62-64号（1978年 - 10月）、『アベンジャーズ』第183-194号（1979年5月-1980年4月）で同チームらのメンバーを務めた。1983年にはジム・オースリー脚本による全4号の主役のミニシリーズが発売された。
『キャプテン・アメリカ』第2期（1996年11月 - 1997年11月）でレギュラー登場した後、『アベンジャーズ』第3期第1号（1998年2月）で再び同チームに加入し、第57号（2002年10月）まで主要メンバーを務めた。次にファルコンは短命に終わったシリーズ『Captain America and the Falcon』（2004年 - 2005年）に登場した。「アベンジャーズ・ディスアセンブルド」でスカーレット・ウィッチによって一時的に犯罪者の人格に戻された後、ファルコンは『キャプテン・アメリカ』第5期（2005年1月 - 2009年7月）にサポートキャラクターとして登場した。『キャプテン・アメリカ』誌はナンバリングが全期通算され、第600号（2009年8月）にもファルコンは重要な役柄で登場した。
2011年のマーベルNOW!によるリランチ後、ファルコンは再びアベンジャーズのメンバーとなった。
2014年7月16日、サム・ウィルソンがファルコンの役割を譲渡し、スティーブ・ロジャーズの次のキャプテン・アメリカになることが発表された 。サム・ウィルソンの麻薬のポン引き「スナップ・ウィルソン」としてのバックストーリーは、人種差別を通してサムの信用を失墜させるためにレッド・スカルによって埋め込まれた偽の記憶であることが判明した。
サム・ウィルソンがキャプテン・アメリカとして主役となるシリーズは、マーベルの『シークレット・ウォーズ』（2015年）のリランチの一環として2015年10月に開始され、ニック・スペンサーとダニエル・アクーナによって執筆された。
2017年のミニシリーズ『Generations』では一時的にキャプテン・アメリカの役割に復帰した。
2017年後半に開始したロドニー・バーンズ執筆のシリーズではファルコンの役割に復帰した。1983年のミニシリーズ以来、初のソロシリーズとなった。
キャプテン・アメリカとしてのシリーズは、2022年に『Captain America: Symbol of Truth』、2025年に『Sam Wilson, Captain America』が刊行されている。

## キャラクターのバイオグラフィ

### 生い立ち
サミュエル・トーマス・ウィルソンはニューヨーク市ハーレムでポール・ウィルソンとダーリン・ウィルソンとのあいだに生まれた。子供時代を幸せに過ごし、鳥を愛するようになった彼は鳩の訓練を始め、ハーレムで最大の鳩小屋を持っていた。しかしながら10代の頃に人種差別に遭い、彼の心は疲弊した。16歳の頃、近所で起こった乱闘を沈めようとした父が死亡し、さらにその2年後に母が強盗に射殺されると彼の心は荒んだ。悲しみに暮れ、世の中を恨んだ彼はロサンゼルスに移って"スナップ"・ウィルソンと名乗り、犯罪に手を染め始めた。
スナップがリオデジャネイロの暴動に向かう途中に乗っていた飛行機が墜落する。その島は第二次世界大戦時にはナチスに所属していたスーパーヴィランのレッドスカルによって支配されていた。ウィルソンはそこでレッドウィング（Redwing）というハヤブサと知り合い、友人となる。

### ファルコンへ
キャプテン・アメリカ側にスパイとして潜入させるため、レッドスカルは現実を改変させるコズミック・キューブを使ってウィルソンに鳥を操る力を与え、またレッドウィングと精神を繋げた。次にスカルはキューブを使ってスナップ・ウィルソンとして活動した記憶を消し、彼の過去を改ざんした。改変された歴史では、彼は原住民の自由のために戦う目的で島にやってきた実直で陽気なソーシャルワーカーであった。彼はそこでキャプテン・アメリカと友人となり、ファルコンの衣裳を作り上げ、レッドスカルと戦った。ファルコンはキャプテン・アメリカのレギュラーパートナーとなって悪人たちと戦い、ロジャースが死亡したと思われていた時期にはキャプテン・アメリカと名乗って活躍した。。またブラックパンサーが開発したハーネスを身に付け、飛行能力を得た。
その後レッドスカルは再びコズミック・キューブを使用し、スナップ・ウィルソンとして活動していた真実の過去が蘇らせてキャプテン・アメリカを暗殺しようとするが失敗する。過去を知ったファルコンであったがヒーローとしての活動を続けることに決め、S.H.I.E.L.D.のエージェントとなった。さらにアメリカ合衆国政府のスーパーヒーロー仲介人であるヘンリー・ピーター・ガイリッチは、アベンジャーズに課せられた人種的な割合を増やすために数少ないアフリカ系アメリカ人のスーパーヒーローであるファルコンを同チームに参加させた。ファルコンは「トークン」であることに憤慨し、最初の事件の後にチームを脱退した。スーパーヴィランのタスクマスターとの対決の際には新しい衣裳を身につけた。

### 2000年代
サム・ウィルソンは2005年の「ハウス・オブ・M」、2006-2007年の「シビル・ウォー」のストーリー展開で再びファルコンとして登場した。後者ではスーパーヒューマン登録法に反対の立場を取ったキャプテン・アメリカをサポートした。キャプテンが負傷した際には、ファルコンは反政府グループである「シークレット・アベンジャーズ」のリーダーシップを取った。キャプテン・アメリカがレッドスカルの陰謀で暗殺されるとファルコンは政府によって登録され、ハーレムの責任者となるが、地下組織となったニューアベンジャーズとの接触は続けた。彼はまたウィンター・ソルジャーと共にキャプテン・アメリカ暗殺事件の真相を調査し、レッドスカルを追跡した。

### キャプテン・アメリカへ
2010年の『シャドウランド』に登場し、その後彼は再編成されたヒーローズ・フォー・ハイアーの諜報員となった。2012年の『アベンジャーズ vs X-MEN』ではシー・ハルクやアベンジャーズに協力した。
2012年から2015年の「マーベルNOW!」のリランチの一環で、アイアンマンとキャプテン・アメリカがチームメンバーの拡充を選択した後、ウィルソンはアベンジャーズに再加入した。ロジャースが年老いた後、ウィルソンをキャプテン・アメリカの正式な後任として任命した。レッド・ハルクの娘・シンとの衝突の最中、「スナップ」のアイデンティティは人種差別を通してヒーローの信用を失墜させようとレッド・スカルによってサムの中に埋め込まれた偽の記憶であることが明らかになった。
2015年の「All-New, All-Different Marvel」の主導の一環では、キャプテン・アメリカはソン・オブ・サーペントによって拉致されたメキシコ人の10代・ホアキン・トレスの失踪を捜査した。アルマジロとの戦いとヘイトグループのリーダーの逮捕の後、キャプテン・アメリカはホアキンがカール・マルスによってキャプテン・アメリカのペットのレッドウィングを使った鳥と人間のハイブリッド化の実験台にされているのを発見した。カール・マルスは敗北し、キャプテン・アメリカはホアキンを連れ出した。ホアキンの鳥と人間のハイブリッド化が一時的ではないことが判明した時、キャプテン・アメリカはクレア・テンプルからホアキンの状態がレッドウィングのヴァンパイアの治癒因子を受け継いでいるために永続的なものであることを知らされた。。キャプテン・アメリカがサーペント・ソサエティによって捕えられヴァイパー (マーベル・コミック)に窓の外に放り投げられた時、ホアキンによって救われた。ミスティ・ナイトとデモリションマンが現れるまで、キャプテン・アメリカはレッドウィングとの繋がりを利用してホアキンに自分自身でつちかってきた戦い方に関して知っていることをテレパシーで送った。サーペント・ソサエティの打破後、キャプテン・アメリカはホアキンが相棒になることを認めた。
2016年の『Avengers: Standoff!』の物語の最中、サムはグリーン・スカルの打破後、ウィスパラー（リック・ジョーンズの別名）と接触した。ウィスパラーと会った後、S.H.I.E.L.D.は自分が思っていたようにコビック・プロジェクトを破棄したわけではないと知る。スティー・ロジャーズに会い、そこで手がかりを追いにコネチカットの町に行き、その後にS.H.I.E.L.D.の迎えが来る。そしてウィンター・ソルジャーに会い、S.H.I.E.L.D.エージェントのアヴリル・キンケイドをブラッド・ブラザーズから救出すると、町にバロン・ジモらヴィランが探している超兵器が隠されていることを知らされる。キャプテン・アメリカらがボーリング場に向かうと、コビックが力を使い、クロスボーンズに殺されかけたスティーブ・ロジャースを全盛期の姿に戻す。彼らは再びコビックを探し始めるが、クレイヴン・ザ・ハンターが目的の達成のためにヴィランたちを集めるのと同時に、バロン・ジモがフィクサーにコビックの捜索に役立つ装置を発明させていたことに気づく。コビクの居場所をうまく突き止められなかったスティーブ・ロジャースは、バロン・ジモと戦うためにヒーローたちを集めることにする。事件の後、スティーブとサムは当面の間はプレザント・ヒルで起こっていた事を隠しておくことにする。
『Standoff!』の物語の後、サムはキャプテン・アメリカの盾と役割をスティーブに返せという世間の圧力に直面し始め、それと同時にマリア・ヒルもプレザント・ヒルでの行動の結果について圧力を受ける。サムとスティーブはヒルに自分の罪を公に認めさせる方法を密かに計画し始める。記者会見の最中、サムはスピーチの最中にスティーブを殺そうとした傭兵のチャンスと遭遇する。彼を倒した後、サムはスティーブからキャプテン・アメリカとして世間に発表され、英雄の歓迎を受ける。逮捕されたチャンスは、自分がプレザント・ヒルにいたこと、ヒーローたちの行動に賛成できなかったことをサムに話す
2016年の『Civil War II』の物語の間、キャプテン・アメリカはウォーマシンの葬式に参列し、感動的なスピーチをする。そしてどちらの側につくべきか、アイアンマンとキャプテン・マーベルと会話する。数ヶ月後、ウィルソンは元ニュー・ウォリアーのレイジがキーン・インダストリーズによる資金提供を受けた私設警察・アメリコップとブルックリンで交戦しているところをテレビで目撃する。戦いを止めるため、ウィルソンはレッドウィングとファルコンを引き連れ、事態を収めようとする。サムはどうにか戦いを止めるが、アメリコップと戦わざるをえず、そのためメディアは自身を否定的に報道するだろうと確信した。立ち去る時、背後からU.S.エージェントに襲われる。口論もつかの間、キャプテン・アメリカとU.S.エージェントは戦闘を開始し、U.S.エージェントが優勢に立つが、サムは彼をトンネルに引き摺り込み、暗闇とアメリカワシミミズクのおかげで戦いに勝つ。U.S.エージェントを破り、レイジからの主張を受けた後、ウィルソンは本部に戻り、自分の脳に小さなインプラントを埋め込んで鳥が見たものを見る能力を強化し、それを画像やビデオに変換するデータ保管施設に送信できるようにすることを決める。彼はアメリコップスの暴力的な活動の証拠を見つけるため、さらに調査を進めることにした。
スティーブ・ロジャーズに同行したフラッグ・スマッシャーによるアメリカの核爆弾発射コードの漏洩を阻止するミッションにて、ウィルソンはヴィランの銃撃から上院議員を救えず、パブリック・イメージをさらに悪化させる。これは後に、幼少期からヒドラのスリーパーエージェントであると信じ込ませられたロジャースによって故意に引き起こされていたことが明らかにされた。彼が盾によく精通していること利用し、ロジャースは故意にウィルソンを上院議員を救うために盾を使うことができない位置に置き、最終的にサムの意志をくじき自らの意思で盾を返還させようとしていた（ウィルソンを殺し殉教者を生み出すリスクを冒さないため）。
マン・マウンテン・マルコとスピード・デーモンが関与した質屋での強盗を告発されレイジが逮捕されたことが発覚した後、サムは他のヒーロー達からの専門的な助けを申し出たが、レイジはそれを突き返し、自分の身の潔白の証明を選ぶ。彼の兄弟とロジャースの相談の後、サムはアメリコップスがレイジを殴る場面を示しているビデオをインターネットに投稿し、彼らの暴力行為を暴露した。レイジの裁判の間、イライラしたサムは法廷を出てスピード・デーモンを捕らえ、彼とマン・マウンテン・マルコの質屋強盗への関与を白状させる。法廷に帰ると、ミスティはサムに既に判決が下ったと伝える。人々がレイジの逮捕に抗議する中、サムは人々を落ち着かせるために全力を尽くす。サムはキャプテン・アメリカとしての役割を終えてスティーブ・ロジャーズに盾を返還する事を説明した手紙を残す。
2017年の『シークレット・エンパイア』の物語の間、サムは砂漠で1人で過ごし、町に戻るとヒドラがアメリカを乗っ取り、スティーブ・ロジャーズがそのリーダーであることを知る。サムはある女性とそのインヒューマンズの娘をヒドラの追手から救助し、サムは安全のためにしぶしぶ保護する。 ミスティ・ナイトとデモリションマンと再会し、他のインヒューマンズ達の国外への密航を助ける。彼はアントマンの娘のキャシー・ラングの密航を助け、地下レジスタンスへの参加の申し出を断る。 ホークアイとトニー・スタークのAIがスティーブの変化の原因がコビックであると明らかにすると、サムはコズミック・キューブの破片を見つけるために、国外への密航を助けることにする。サムはグループを廃地下鉄トンネルに連れて行き、そこでモールマンに遭遇する。ヒドラが送ったドレッドノートに襲撃されると、サムは取引する。トンネルを抜けた後、グループはジェット機で旅立つ。破片持つウルトロンが住んでいるマンションに到着する。彼らはスティーブ・ロジャーズとアベンジャーズに出逢うが、ウルトロンに捕らえられる。短い先頭の後、ウルトロンは彼らが去るのを許し、破片をトニーのチームに渡す。スティーブはトニー・スタークAIのチームに内通者がいるため、誰が破片を獲得しようと心配していない。
一連の行き詰まりの後、チームはアジトに戻り、そこでサムはミスティと再会するが、ヒドラ軍が到着し基地への攻撃を開始する。戦いの最中、基地が爆発するまでの間、サムは他のヒーロー達と協力して、避難民を保護し、ヒドラのアベンジャーズやハルクとして復活したブルース・バナーと戦う。襲撃の後、サムはキャプテン・アメリカとして瓦礫の上に立ち、アメリカのヒーロー達に降伏しないよう鼓舞する。後に、サムはミスティ・ナイトや新たなパトリオットであるレイショーン・ルーカスとの会話でキャプテン・アメリカの役割を再び担い、レジスタンスを率いて希望の象徴としてロジャースのオリジナルの丸い盾を手にするよう説得されたことが明らかになる。サムはレジスタンスが手に入れたコズミック・キューブの破片を使い、マンハッタンを囲むダークフォース・ドームと惑星防衛シールドを破壊し、閉じ込められていたヒーローたちを解放する。幽閉されていたインヒューマンズ全員を解放したレジスタンスはキャピタルを攻撃し、コズミック・キューブを搭載したアーマーを着てやってきたスティーブ・ロジャースの注意を引く。最終決戦の最中、サムは降伏を装って破片をスティーブに渡すが、ウィンター・ソルジャーが介入し、コビックと本物のスティーブ・ロジャースを連れ戻す。復活したスティーブ・ロジャースはソーのハンマーでヒドラのスティーブ・ロジャースを倒すことに成功し、コビックは現実を元に戻す。

## 評価
2012年、IGNが評価した「コミックブックヒーロー トップ100」では96位、「アベンジャーズ トップ50」では45位であった。
2018年には、CBR.comが評価した「ワーストからベストへランク付けしたキャプテン・アメリカ20バージョン」、また同メディアの2020年の「マーベル：キャプテン・アメリカ全バージョン」において、いずれも3位であった。2021年に評価された「最優秀マーベルサイドキック10人」では5位であり、2022年に評価された「ベストマーベルレガシーヒーロー10人」においては1位であった。また、同年の「かっこいいアベンジャーズ10人」においても4位と評価された。
2022年には、Colliderによって「マーベル・コミックの最強スーパーヒーローサイドキック10人」のうちの1人として紹介されたほか、Newsaramaが評価した「史上最高のアベンジャーズメンバー」では3位であった。Screen Rantも、「マーベル・コミックのベストアベンジャーズリーダー10人」のうちの1人として評価した。

## 他のバージョン
- アルティメット・マーベルでのサミュエル・ウィルソンは折りたたみ式の翼を備えたハイテクバックパックを身につけた冒険家・科学者である。初登場は『Ultimate Nightmare』であった[65]。

- フランクリン・リチャーズ（英語版）によって創造された「ヒーローズ・リボーン（英語版）」の世界にもファルコンは登場する。彼の父親のエイブラハム・"エイブ"・ウィルソンは第二次世界大戦の際にキャプテン・アメリカと共闘していたが、マスターマン（英語版）の軍により殺された[66]。戦いの際にエイブの息子のサムも撃たれて重傷を負うが、キャプテン・アメリカからの輸血により一命を取り留め、スーパーソルジャー血清により彼も同様に超人的な力を得た。彼は軍では「ファルコン」というニックネームで呼ばれ、父の仇であるマスターマンを倒した。その後はキャプテン・アメリカやニック・フューリーと組み、レッドスカルの世界征服の野望を阻止した[67]。
- 別の時間軸を描いた『Avengers: The Children's Crusade』では、サムは娘のサマンサによってファルコンを継がれる。サマンサは夫のイーライ（新キャプテン・アメリカ）と2人の息子のスティーブ（新バッキー）と共にアベンジャーズのメンバーを務めた[68]。
- 『Daredevil: End of Days』では、ウィルソンは未来のアメリカ合衆国の大統領として描かれる[69]。

## MCU版
マーベル・シネマティック・ユニバース（MCU）では、アンソニー・マッキーが演じる。日本語吹替は主に溝端淳平が、『ファルコン&ウィンター・ソルジャー』、『ホワット・イフ...?』では濱野大輝が担当した。
本項は、“アース616”（正史の宇宙）におけるサム/ファルコン（初代）/キャプテン・アメリカ（3代目）を主軸として表記する。

### キャラクター像
『キャプテン・アメリカ/ウィンター・ソルジャー』では退役軍人として、以降の作品では、“アベンジャーズ”の一員として登場する。
アメリカのルイジアナ州デラクロワ出身。漁師の父“ポール（Paul）”と母“ダーリーン（Darlene）”・妹のサラを実の家族に持つが、両親は既に他界している。かつては空軍の落下傘部隊に将校として所属していたが、親友である同僚の“ライリー”がアフガニスタンでの降下作戦中に目の前で撃墜され落命し、彼の死に対して何もできなかった無力感から目的を失い軍を退役した過去がある。
軽口が度々でるものの、ヒーローとしての活動から、平時のトレーニング、私生活で直面する問題の対処・イベントの事前準備と運営までを入念に行うほど高い目的意識を持ち、正義感が強く、友情にも厚い熱血漢である。
ワシントンD.C.でスティーブ・ロジャース/キャプテン・アメリカと出会った縁から、彼の現代における親友兼相棒のヒーロー“ファルコン”として活動を開始し、瞬く間にアベンジャーズの一員となって、多くのヒーローたちと共に幾つもの戦いに身を投じていく。
そして、サノスの群勢との決戦後に、タイムトラベルの末に年老いて戻ってきたスティーブから彼のトレードマークの盾を託され、苦悩や“フラッグ・スマッシャーズ”との戦いの最中に自らの使命を再認識し、“キャプテン・アメリカ”（3代目）となる。そして、ホワイトハウスでの事件後、ロスとの約束を果たすべく新たなリーダーとしてアベンジャーズの再結成へと乗り出す。

### 『ホワット・イフ...?』版
正史の宇宙と異なる複数の宇宙にそれぞれ存在するサムの“変異体”。
サム・ウィルソン / ファルコン（アース89521）
“アース89521”におけるサム/ファルコン。“量子ウイルス”に感染してゾンビと化した。
サム・ウィルソン / キャプテン・アメリカ

### 能力
従軍時代に培ったクラヴ・マガ、レスリング、ボクシング、合気道を融合した近接格闘戦能力と射撃能力・退役後も欠かさなかったトレーニングで鍛えた肉体に加えて、最大の特技である卓抜したアクロバット飛行能力を有し、後述のウィングパックを装備・駆使して空中を舞い、非常に軽快な高速飛行、急旋回、急降下、緊急回避、空中からの銃撃、急襲からのキックやタックルを用いるなど多彩な戦法を主とする。加えて、“クインジェット”などのビークルの操縦技能、愛用のツール各種を自ら修理できるほどのエンジニア技能も有し、また、英語のほかにもアラビア語を話すこともでき、人々の心に呼びかけられる主張とスピーチができるほどの弁舌力にも長け、キャプテン・アメリカを襲名すると、かつてのスティーブに勝るとも劣らないほどの指揮能力まで見せる。

### ツール
EXO-7ファルコン（EXO-7 Falcon）
サムの空軍時代からのコードネームの由来でもある、ウィングパック型フライトスーツ。現在のところ4種類が登場しており、猛禽類の翼のような形状をした幅4メートルの両翼は、格納式エクステンションで本体部に折り畳まれて収納され、使用時には外へと迅速に広がる。背部に搭載された3基の小型推進機噴射と装着者の技量次第で、通常の航空機では実現できない高度な飛行性と機動性を発揮する。サムはこのウィングパックを装備する際には、近接戦闘や激しい着地時の保護性と機動性を高めるためのニーパッドと、ショック吸収ブーツも装着する。
マーク1
空軍の研究開発部門が2014年以前に試作したプロトタイプのEXO-7ファルコン。制御インターフェースである一対のハンドルバーと複合材製の両翼、緊急用パラシュートが搭載され、オプションとして、両腰のハーネスに小火器用ホルスター、前腕に機械式補助具が取り付けられている。ハンドルバー操作と3基の小型推進機によって1000ポンドの推力を直接制御し、成人男性を捕まえた状態でも装着者は自由落下から上昇・下降できる。一方で、高度な飛行性能を容易にすることのみに注力して試作されたため耐久性には欠けており、銃撃や強い衝撃には脆弱である。
遠隔地や敵地における緊急事態から兵士を救援・救出する目的で2基試作されたが、サムと同様に志願して装備したライリーの殉職と共に1基が破棄されたことから、現在ではサムが従軍時代に装備していた最後の1基のみが厳重な警備のフォート・ミード基地に保管されており、スティーブが奪取してサムに託された。
ジャスパー・シットウェルへの尋問と、“インサイト計画”を阻止するための戦闘でサムはこれを駆使して活躍するが、バッキー・バーンズ/ウィンター・ソルジャーに破壊される。
マーク2
トニー・スターク/アイアンマンによって新開発されたEXO-7ファルコン。カラーリングは灰色だけでなく赤いハイライトも加わり、特徴的なマイラー翼は収納・展開機能のみならず、耐衝撃性素材のカーボンファイバーとナイロンで作られたため、耐久性・柔軟性・可動域も向上し、打撃や刺突などの直接攻撃から、防御のための盾など戦況に応じた様々な形態への変形が可能となった。ブーツのふくらはぎ部分に全体的な重量配分と機動性を高めるための小型ジェットブースターが配されたことで飛行中の機敏な制御を可能とし、胴体部は防弾装備の胸部プレートと肩パッドが組み込まれたフレキシブルなボディアーマーとなり、左ガントレットにはレッドウィングのタッチパッド・コントロールと手首装着マシンガンが、右ガントレットには通信機と小型ロケット発射装置がそれぞれ搭載されており、両ガントレットの武器は拳を握るだけで発砲可能で、ステアーSPPの展開機能も備わっている。さらにバックパック本体には一連小型誘導ミサイルの発射口や後述のレッドウィングが備わり、ミサイルはレッドウィングを介して標的制御できるなど、戦闘に特化した機能が多数追加された。
テスト飛行中には、“アベンジャーズ・コンパウンド”に降り立ち侵入したスコット・ラング/アントマンに内部の回路を壊されて機能不全となったこともあった。
また、“対テロ共同対策本部“に押収された際に、シャロン・カーター/エージェント13がサムへ差し出した借用書には、「鳥の衣装（コスチューム）」と皮肉を込めて表記されていた。
“ブラック・オーダー”や“アウトライダーズ”との戦いの際には、若干ではあるが赤の配色が増えている。
マーク3
アメリカ空軍での任務のために新設計されたEXO-7ファルコン。全体的に銀色に加えて赤のアクセントがより一層増えており、猛禽類を模したシンボルがデザインされたボディアーマーやショルダーパッドとニーガードでを含むスーツ本体はバリスティックファイバーで強化された軍用グレードのケブラー性で、軽量ながら一定の防弾性能と柔軟性がある。流線型バックパックには推進システムと高効率燃料電池で駆動する飛行時間延長用のマイクロジェットエンジン、そしてレッドウィング マーク2が組み込まれ、展開される両翼は、マーク2よりも高リスクの空中作戦のために実用性、ステルス性、効率性などが重視された設計となっており、これまで以上に軽量かつ、耐久性に優れた合金で作られた柔軟な赤と銀の合成パネルで補強されていることから、衝撃が大きい発射物や過酷な気象条件にも耐えられ、空中機動と地上戦闘をシームレスに切り替えることができる。また、左ガントレットにもより最先端のタッチスクリーンインターフェースが搭載されている。
右腕のガントレットからの格納式牽引ケーブルや左ガントレットからのスティッキー・ボム射出機能も搭載されており、サムは両翼を収納したまま陸地での戦闘においても、相手に強力なタックルをくらわせたり、組みついて来た敵を放熱で怯ませるなど推進器噴射の応用のみでも効果的な攻撃を複数披露した。
“ザ・ブリップ”後のアメリカ軍の技術官では修復が困難らしく、サムは戦闘で一部破損した本機を自ら修理しており、アメリカ軍若くは政府契約の空軍メーカーによって開発されたとも言われているが、具体的な製造者は明らかにされていない。
“LAF”との戦いや、フラッグ・スマッシャーズとの連戦で用いられたが、スマッシャーズのメンバーを殺し錯乱していたジョン・ウォーカー/キャプテン・アメリカ（2代目）との激闘の際に相手の反撃で左翼を引きちぎられて破損。ウォーカーに勝利した後にサムは、「持ってろ」と言い残して壊れたままのこのウィングパックをホアキン・トレスに預けて彼と別れる。その後、ファルコンを正式に襲名したトレスに受け継がれ、使用されている。
ワカンダ製
バッキーの頼みを受けて、“ワカンダ”で開発された最新型ウィングパック。“ヴィブラニウム”製の両翼は、全体的に星条旗カラーがあしらわれ、内蔵式の実弾兵器各種はオミットされたものの、これまでのウィングパックと同等の基本機能のほか、墜落してきたヘリコプターが激突しても傷一つ付かず、水没しても機能不全すら起こさないほど極めて高い耐久性を誇り、本体背面にはマッハ1.7の高速飛行とより優れた機動性を両立させたスラスターや、新たに行使するようになった後述の盾を吸着・固定・射出する機能も搭載された。また、両翼は大きく展開しながら曲線状に変化させることができるようになり、サムの操作で盾と合わせつつ彼の周囲をシェルターのように覆う離れ業や、本体の角度を変化させて鋭利な先端を地面に突き刺し、地上戦闘でサムの姿勢を支えるためのアンカーとして使用することも可能となった。さらに、ヴィブラニウム製の両翼には、ブラックパンサー・スーツと同様に、衝撃を受けるとその動的エネルギーを両翼に吸収・蓄積し、敵に対して任意のタイミングで蓄積したエネルギーを全て放出することで、周囲へ一斉に攻撃する機能が搭載されている。エネルギーが蓄積されると、衝撃を受けた部分や全体が光る。
完成後、後述のユニフォームと最新型スマート・ゴーグルと共にツールケースに収められてバッキーの元に送られ、彼によってサムに託された。そしてサムは、GRCのニューヨークの会議場を襲撃したフラッグ・スマッシャーズに立ち向かうために現地に向かうと、キャプテン・アメリカとして新たに装備したこのウィングパックを駆使する。
ユニフォーム
EXO-7ファルコン（ワカンダ製）と対になる戦闘服。かつてスティーブが着用していたキャプテン・アメリカのユニフォームと同様の星条旗をあしらったデザインであるが、こちらは配色に白の比率が高くなっており、胸部の大きな星は翼のようなパターンとなったストライプとシームレスに混ざり合っており、ヘルメットの代わりにスマート・ゴーグルと一体となったバラクラバが対となる。両前腕側面には装甲も追加されているが、サムが敵からの攻撃の直接防御に盾や両翼を行使したことからヴィブラニウム製ではなく、具体的な素材は不明。
スマート・ゴーグル
EXO-7ファルコンと共に装備する戦闘用ゴーグル。高速飛行から両目を保護するためのものであり、EXO-7ファルコンと同様に数種類が登場する。
空軍製
EXO-7ファルコン マーク1と共に装備する最初の戦闘用ゴーグル。基本のズーム機能が備わっている。
トニー・スターク製
EXO-7ファルコン マーク2共に装備する新型の戦闘用ゴーグル。トニーの改良により、レンズにはリンクしているレッドウィングのカメラが捉えた映像を観ることができる光学系統合のリアルタイム通信インターフェイスと、偵察・捜索のための熱サイン察知及びパターン認識アルゴリズムなどの特殊機能が搭載された拡張現実用ディスプレイがはめ込まれており、ゴーグルの縁と左ガントレットにある小さなボタン操作でインターフェースを操作できる。
EXO-7ファルコン マーク3と共に装備する戦闘用ゴーグルは機能は同等だが、マーク2のものと若干ディテールが異なり、マーク2のものを改良したものなのか新開発されたものなのかは不明。
ワカンダ製
EXO-7ファルコン（ワカンダ製）と共に装備する戦闘用ゴーグル。これまでのゴーグルと異なり、バラクラバと一体となっており、拡張現実用ディスプレイにはトニー製ゴーグルの機能に加え、熱信号や足跡の探知機能、レッドウィングから送信されて来た映像に映る人物のプロフィールの表示機能から、対象の携帯電話をオーバーライドしたリモート通信機能まで搭載されている。
ステアーSPP
サムがサブウェポンとして愛用する、2丁のマシンピストル。
キャプテン・アメリカの盾
“キャプテン・アメリカ”の名を冠するヒーローのトレードマークである、“ヴィブラニウム”製の円盾。サノスの群勢との決戦後に老人として現代に帰還したスティーブから託されるが、サムは数ヶ月間この盾を行使することなく、アメリカ政府に寄贈した。これによって、一時は新たなキャプテン・アメリカに任命されたウォーカーの武器となったが、紆余曲折の末にサムはこの盾を取り戻し、キャプテン・アメリカの名と共に正式に受け継ぐこととなる。
レッドウィング（Redwing）
アベンジャーズ加入後のサムが愛用する、偵察・戦闘支援用高性能ドローン。EXO-7ファルコンのバックパックに搭載され、サムは仲間たちに、本機の名を呼んでもらうことを願うほどこのドローンを気に入っている。
マーク1
EXO-7ファルコン マーク2のバックパックに搭載されるレッドウィング。“スターク・インダストリーズ”製の最新型ドローンであり、公式名は“スターク・ドローン MK82 922 V 80Z V2 プロトタイプ・ユニットV6”である。使用時には展開したバックパックから格納式の両翼を広げて分離・起動する。360度の周囲と複数のスペクトルを観察し、映像と戦術データをスマート・ゴーグルに提供できる特殊小型ビデオカメラ、隠れた敵に接近しその弱点を特定する追跡ソフトウェア、建物や車両などを透視してその内側に存在するものを識別できるX線スキャン、両翼付け根上部から競り上がるツインマシンガン、機体下部に搭載された格納式牽引ケーブル、スタンミサイル、音声認識とタッチパッド操作による機体本体の遠隔コントロールまで多数の機能を備え、そのコンパクトなデザインと優れた機動性で走行中の自動車の真下などの狭い場所及び群衆の中の移動や、頑強な外装を活かした体当たりまで難なく行う。
ラゴスでの戦いと“アベンジャーズの内乱”時には1機のみだったが、ワカンダでの戦いでは、3機に増えて投入される。
マーク2
EXO-7ファルコン マーク3のバックパックに搭載されるレッドウィング。空軍から提供されたとも言われているが、具体的な製造者は明らかにされていない。B-2爆撃機に近い形状で、レッドウィング マーク1よりもボディサイズが若干大きく、より洗練された空力設計となっており、両翼の通気孔とスラスターも相まってより強力な飛行能力を発揮できる。マーク1と異なり、使用時には完全に音声コマンドのみでバックパック展開→分離→両翼展開の順序で起動する。マーク1と同等の機能のほか、軍事作戦向きに強化され、新たに装備されたレーザートーチと、ヘリコプター1機を大破させられる破壊力を持つマイクロミサイル2発の発射機を収納する爆弾倉、マシンガンが機体底部に備わっている。
バッキーはこのドローンをあまり好んではおらず、それを知ったサムが本機を使って彼を茶化すこともあった。
LAFとの戦いでは、サムを的確にサポートして大活躍したが、フラッグ・スマッシャーズとの初戦においてカーリ・モーゲンソウに捕獲・破壊される。また、この際にレマー・ホスキンス/バトルスターと共に駆け付けたウォーカーとは、「政府の所有物であるこのドローンの反応を追って来た」と述懐している。
マーク3
EXO-7ファルコン（ワカンダ製）のバックパックに2機搭載されるワカンダ製レッドウィング。真上から見た形状がアルファベットの“A”に酷似したものとなっており、マーク2と同様の順序で起動する。現在のところ描写は少ないが、機種底部の小型ビデオカメラや特殊電子錠も焼き切るレーザートーチなどが装備されており、物体への吸着機能と2機の連携で自動車1台も持ち上げられるほどの強力なパワーまで有している。
ニューヨークでのフラッグ・スマッシャーズとの空中戦では、サムをサポートしたほか、“GRC”の議員たちが閉じ込められた状態で転落しかけた装甲車をサムとの連携で持ち上げて議員たちを救う活躍を見せる。
このほかにもサムは、“ヒドラ”の襲撃部隊との戦いで、敵兵から奪ったM4A1を、賞金稼ぎらとの銃撃戦ではIWI マサダを使用した。また、ワシントンD.C.に住んでいた頃にはシボレー・インパラを愛車としていた。

### 各作品での活躍
『キャプテン・アメリカ/ウィンター・ソルジャー』
MCU初登場の本作では、退役軍人省で自身と同じく戦場でトラウマを抱えたり、PTSDを患ったりしている退役軍人のためのカウンセラーとして働いている。
物語の序盤で日課のランニング中にスティーブと知り合って意気投合し、現在の職場にも顔を出した彼と交友を深めていった。中盤では出番がなかったが、“S.H.I.E.L.D.”に追われる身となったスティーブとナターシャ・ロマノフ/ブラック・ウィドウを自宅に匿うと同時に、彼らの現状を知り、自ら共闘を申し出た。
スティーブが奪取したEXO-7ファルコン マーク1を駆使し、ナターシャに高層ビルから蹴落とされたシットウェルを捕まえたり、市街地やトリスケリオンでの戦いでもウィンター・ソルジャーやブロック・ラムロウには敵わなかったが、クインジェットの攻撃を交わしながら敵機を撃墜すると共に“インサイト・ヘリキャリア”のB機にブレードを挿して、スティーブを残ったC機に乗せこむなど卓越したアクロバット飛行で敢闘。更に墜落中のヘリキャリアの突入で窮地に陥るも、ヘリコプターを操縦してきたニック・フューリーとナターシャに救われ九死に一生を得る。
事後に入院したスティーブを見舞い、行方を晦ますフューリーやナターシャを見送り、スティーブと共にバッキーを追うことを決意する。
『アベンジャーズ/エイジ・オブ・ウルトロン』
本作ではバッキーの行方を追う合間に“アベンジャーズ・タワー”でのパーティーに参加し、スティーブと共にビリヤードを楽しむ。そのシーン以降には殆ど登場しなかったが、本作のラストでは晴れてアベンジャーズの一員となる。
『アントマン』
本作では、アベンジャーズの中から唯一の登場となる。
EXO-7ファルコン マーク2のテスト飛行中に、アベンジャーズ・コンパウンド内に侵入したスコットと対峙し、侵入者として捕らえようとするが、スコットが抵抗したため迎撃することになる。ある程度善戦するが、スコットには翻弄された挙句に、コンパウンドに保存されていた“信号デコイ”の奪取と逃走を許した。
本作のラストでは、スコット/アントマンの素性と行方を追っていることがルイスの説明で明かされる。
『シビル・ウォー/キャプテン・アメリカ』
本作では戦闘のみならず、ペギー・カーターの葬儀でもスティーブに同行し、助力を尽くして活躍する。以前小競り合いしたスコットとの軽妙な再会や、スティーブの不在時にバッキーと張り合うなど、コミカルな振る舞いも見せる。
ラゴスでの戦いでは、ナターシャとの連携で奪われた生物兵器を取り戻すも、“ソコヴィア協定”には初めから反対の立場を取ったため、協定の賛否を巡ってジェームズ・“ローディ”・ローズ/ウォーマシンと激論を交わす場面もあり、そんな中で爆破テロの実行犯の嫌疑がかかったバッキーをスティーブとともに追った。
ライプツィヒ・ハレ空港での大乱戦では、ピーター・パーカー/スパイダーマンや、トニー&ローディと空中戦を繰り広げたが、ヴィジョンのエネルギービームをかわしたことでローディを負傷させる間接的なきっかけを生んでしまい、憤慨したトニーに撃たれてしまった。
その後クリント・バートン/ホークアイたちと共に“ラフト刑務所”へと収監されながらも、ローディの容態を心配していた。そこに訪ねてきたトニーにスティーブたちを助けるように頼みながら彼らの行き先を伝え、物語のラストでスティーブに救出される。
『アベンジャーズ/インフィニティ・ウォー』
アベンジャーズの内乱後はスティーブ、ナターシャと共に反テロ活動の最前線で人知れず戦う道を歩んでいた。
エディンバラでブラック・オーダーに襲撃されたワンダ・マキシモフ/スカーレット・ウィッチとヴィジョンの危機を救い、アベンジャーズ・コンパウンドへ帰還すると、ローディたちと再会。ヴィジョンが持つ“マインド・ストーン”が狙われていると聞き、皆とワカンダへ赴く。
ワカンダでの決戦では、ローディと連携してサノスの群勢を迎え撃ち、一進一退の攻防を繰り広げるが、その後に現れたサノスには全く歯が立たず、彼が引き起こした“デシメーション”により、塵と化して消滅してしまう。
『アベンジャーズ/エンドゲーム』
本作ではデシメーションから5年もの間消滅したままだったが、アベンジャーズの尽力により復活し、クライマックスにおける2014年からタイムトラベルしてきたサノスの群勢との決戦の際に、通信でスティーブへ真っ先に声をかけて、ワカンダと繋がったゲートウェイから戦地と化したアベンジャーズ・コンパウンド跡地へと飛び出し参戦。大乱闘の中、6つの“インフィニティ・ストーン”が収まった“ナノ・ガントレット”を運ぶクリントを援護する活躍も見せた。
トニーによってサノスの群勢が消滅し、戦いが終わると、皆と共にトニーの葬儀に参列。その後、“ムジョルニア”と6つのインフィニティ・ストーンを元の時代に返還するためのタイムトラベルを行おうとするスティーブをブルース・バナー/スマート・ハルクやバッキーと共に見送り、年老いて戻ってきたスティーブへバッキーの気遣いで最初に話しかけ、スティーブから「自分の人生をおくってきた」と聞かされると同時に、彼からトレードマークの盾を託され、「借り物みたいだ」と呟くも、礼の言葉と「ベストを尽くす」という誓いを返し、親友としてスティーブと握手を交わす。
『ファルコン&ウィンター・ソルジャー』
日本語吹替 - 濱野大輝
本作では主人公の一人として登場し、バッキーやシャロンたちとの再会、新たに出会った人たちとの交流、カーリ率いるフラッグ・スマッシャーズとの戦いや彼女らの始末を唱えるヘルムート・ジモとの意見の相違などを通して、“キャプテン・アメリカ”を正式に襲名する過程が描かれる。同時に、世間の人たちからヒーローとして敬意や感謝を表される場面に加え、生活難に見舞われる実家の問題にも向き合う姿、バッキーと所々で揉めるほどの凸凹コンビぶりや、ジモの提案で“コンラッド・マック（スマイリング・タイガー）”という自身によく似た男に扮して蛇酒を飲む羽目になるなど、コミカルさを感じさせる場面も多々見せる。
サノスの群勢と戦い世界を救ったことから与えられた恩赦によって、アベンジャーズの内乱の際における罪状は完全に無罪放免となり、実家を手伝いながら特殊作戦の戦術航空支援スペシャリストとして空軍と治安維持の活動を続けていた。 チュニジアでジョルジュ・バトロック率いるLAFからヴァッサンを救った後日、黒人である自分がアメリカの象徴のヒーローであるキャプテン・アメリカを担うという重圧感から、スティーブから託された盾をアメリカ政府に寄贈した。実家がザ・ブリップ後の情勢で銀行からの融資を受けられない現状と、政府によってウォーカーが新たにキャプテン・アメリカに就任した事実を目の当たりにしながら、世間を騒がせる集団フラッグ・スマッシャーズに“超人血清”が関与していると睨むと、彼らとの戦いへ出発した。
遭遇したカーリらを一度取り逃がすも、バッキーからは盾を継がなかったことにしばしば文句をぶつけられるだけでなく、歴史から抹消された超人兵士イザイア・ブラッドリーの存在を知らされると共に、セラピーにも巻き込まれ、新キャプテンと認められないことからウォーカーの共闘の申し出は拒否した代わりにかつてアベンジャーズを分裂させた切っ掛けを作ったジモを脱獄・同伴させることになってしまった。マドリプールで再会したシャロンに恩赦を取り付ける約束を交わして、ウィルフレッド・ネイゲルから血清の情報を聞き出すなど、各地を奔走した。
やがてリガで対話できたカーリに歩み寄りかけるも、ウォーカーの介入で説得に失敗。血清を破棄したジモにも逃亡されるが、フラッグ・スマッシャーズのニコを大衆の眼前で撲殺してしまうほど取り乱したウォーカーをバッキーとの共闘で止め、盾を奪還。イザイアから彼の生い立ちを改めて聞いた後に実家へ帰宅し、ウィルソン家の漁船の修理と盾の投擲練習を通してサラやバッキーと触れ合う。無闇に盾を引き継がせようとしたと謝罪して「自分は今でも悪夢を見続ける」と述懐するバッキーに「本当の償い」をするように助言すると、フラッグ・スマッシャーズが次の行動に出たら連絡すると約束し合い、スティーブの意志とキャプテン・アメリカの名を継ぐ決心を固め、かつてのスティーブと同じ様に盾を使いこなすためのトレーニングに明け暮れた。
遂にフラッグ・スマッシャーズがニューヨークのGRCの会議場を襲うと、覚悟を決めてバッキーから託された新装備を着用し、シャロンやバッキーにも連絡して現地へ急行。会議場に到着すると、「“キャプテン・アメリカ”だ」と自称して避難指示や、復讐戦を挑んできたバトロックとの格闘、ディエゴにハイジャックされたヘリとのドッグファイトから人命救出まで、持ち前の能力と新装備を存分に活かして大活躍した。そして、逃亡したカーリと1対1で対峙すると、一方的に攻めたててくる彼女に「君とは戦わない」とまともな反撃をせず向き合って説得しようとするが、結局カーリはシャロンに撃たれて絶命する最期を迎えた。
そして報道陣に囲まれ、カーリらフラッグ・スマッシャーズはテロリストだと断言するGRCの議員たちの前に立ち、「テロリストや難民と言うレッテルは難題を避ける逃げ口上で、難民からすればあなたたちのほうがテロリストだ」と指摘。さらに、GRCの力をどう使えばいいのか改めて自問してほしいと、かつてのスティーブを彷彿させるようにスピーチし、その場を立ち去ろうとすると、途中に傍らで聞いていたバッキー・シャロン・ウォーカーに迎えられ、ディエゴの対処へ飛びたった。
後日、シャロンへの恩赦をアメリカ政府に取り付けると共に、イザイアの元を三度訪ねて彼を含めた全ての先人たちに敬意を表すと、スミソニアン博物館のスティーブたちの展示コーナーに案内して、新しく構えさせたイザイアの金の立像と、政府に伏せられた彼の生い立ちや貢献を記録した石碑を披露してイザイアから感謝される。その後、故郷で姉サラをはじめとする地元の人たちやバッキーと共に、自身のキャプテン・アメリカ襲名を祝うバーベキューパーティーを楽しむ。
『ホワット・イフ...?』
シーズン1
第5話
アース89521におけるサム/ファルコンがゾンビとして登場し、ヒーローたちに立ちはだかる。グランド・セントラル駅にやって来たバッキー・バーンズ/ウィンター・ソルジャーとオコエに襲いかかり、交戦するが、オコエのヴィブラニウム・スピアの一撃で身体を真っ二つに両断される。
第9話
アース89521のサム/ファルコン（ゾンビ）の死骸が登場。“ガーディアンズ・オブ・マルチバース”対インフィニティ・ウルトロンの戦地となった未開の惑星へ、ドクター・ストレンジ・スプリームが開いたゲートウェイからスティーブ/キャプテンやクリント/ホークアイらをはじめとする他のゾンビの死骸の群れと共にインフィニティ・ウルトロンへ向かって落下する。
シーズン3第1話
本エピソードの宇宙におけるサム/キャプテン・アメリカが登場。
『キャプテン・アメリカ：ブレイブ・ニュー・ワールド』
本作では主役として登場。キャプテン・アメリカを正式に襲名してから3年後、同じくファルコンを襲名したホアキン・トレスと共に、アメリカ空軍と協力しながら治安維持活動に務めており、メキシコに赴いて、サイドワインダーらによって盗まれた日本の研究所所有のアダマンチウムを奪還する。
その結果、大統領となったロスからアダマンチウムを扱う国際サミットに招待され、ホアキン、イザイアと共にホワイトハウスを訪れる。サミットの前には、以前とは違い心を入れ替えた様子のロスから、「国民が求めている」とアベンジャーズを再建するよう頼まれる。サミットの間、何者かによって洗脳されて暴走したイザイアが大統領暗殺の容疑をかけられてしまい、無実を晴らすべく奮闘する。ホアキンと共に捜査にあたり、先の洗脳がハーレムでのアボミネーション暴走に関する全責任を押し付けられたことで、ロスへの復讐を望むサミュエル・スターンズの仕業であった事を突き止め、ロスのいるセレスティアル島近海のアメリカ軍戦艦へ向かう。
ロスに追及すると、心不全を患って延命薬の開発をスターンズに依頼しており、薬のためにスターンズを解放できないと告げられる。なんとか生き延びて、離別状態の娘・ベティと和解しようと焦るロスに同情しつつ、容易ではない時こそ何かを示すべき時なのだと諭す。間も無く、スターンズによって洗脳されたアメリカ軍兵士がアダマンチウムを巡って対立中の日本と武力衝突を起こしかけ、ホアキンと共に見事食い止めるも、無理をしたホアキンに瀕死の重傷を負わせてしまう。
治療を受けるホアキンを見守っていると、政治家となったバッキーが下院議員の選挙活動の合間を縫って訪れる。相棒を負傷させてしまったために、キャプテン・アメリカとしての責務を全うできているのか改めて不安になるものの、スティーブが自分に盾を託した理由や、キャプテン・アメリカとしてのサムが人々に何をもたらしているかを諭され、立ち直る。
ホワイトハウスでの記者会見中、スターンズの企みにより投薬でガンマ線が蓄積していたロスがレッドハルクと化し、事態解決にあたるべく急行する。ロスは初期のブルースと同様に理性を失って暴走していたが、交戦の後にロスの良心に働きかける。ワシントンDCの桜並木が親子の思い出の場所であることを思い出させ、元の姿に戻すことに成功する。その後、自ら責任を負いラフト刑務所に入ったロスの元をベティと共に訪れ、親子の再会を見守った。
無罪放免となったイザイアの釈放後、意識を取り戻したホアキンの見舞いに訪れる。ホアキンから失敗の謝罪と共に、何故いつも完璧なのかを問われると、これまで戦ってきた人々を失望させないよう、完璧であらねばと重圧を感じていることを明かす。それを聞いたホアキンから、長らくサムに憧れていたこと、サムが感じる重圧を自分も感じていたいと告げられ、ホアキンにエアリアルキックの方法を教える。そして、新たなリーダーとしてアベンジャーズ再建に乗り出す事と、それに備えておくようにとホアキンに伝える。
『サンダーボルツ*』
ポストクレジットシーンにて名前のみ登場。サンダーボルツの面々がニュー・アベンジャーズを名乗り始めたため、アベンジャーズの商標権を巡って衝突している。また、バッキーがサムにニュー・アベンジャーズの名を使う許可を取ろうとするも、交渉は決裂した模様。

## 他のメディア

### テレビ
- 『The Avengers: United They Stand』ではアベンジャーズのメンバーとして登場した。声はマーティン・ローチ（英語版）が務めた。

- ファルコンは『The Super Hero Squad Show』で登場した。ファルコンの声はアリミ・バラード、レッドウィングはスティーヴン・ブルームが務めた[87]。

- 『アベンジャーズ 地球最強のヒーロー』ではランス・レディックが声を務めた[88]。

- 『アルティメット・スパイダーマン』および世界観を共有する『アベンジャーズ・アッセンブル』ではバンパー・ロビンソンが声を務めた[89][90]。日本語版声優は山本兼平[91]。

### 舞台
- 舞台作品『Marvel Universe: LIVE!』でファルコンが登場する[92]。

### コンピュータゲーム
- 『LEGO マーベル スーパー・ヒーローズ ザ・ゲーム』ではダウンロードコンテンツでファルコンが登場する[93]。
- Facebookゲーム『Marvel: Avengers Alliance』でファルコンが登場予定である[94]。